# Мікеле Андреоло
Мігель Анхель Андреоло Фроделла (ісп. Miguel Ángel Andreolo Frodella; нар. 6 вересня 1912, Кармело, Уругвай — пом. 15 травня 1981, Потенца, Італія) або Мікеле Андреоло (італ. Michele Andreolo) — уругвайський та італійський футболіст, півзахисник. Чемпіон світу.

## Життєпис
Народився 6 вересня 1912 року в багатодітній родині італійських емігрантів. Футбольний шлях розпочинав у команді «Лібертад» (Долорес). На одному з матчів був присутній чемпіон світу Карлос Ріольфо, який запропонував Андреоло перейти до одного з провідних клубів Уругваю. Наступного року став гравцем столичного «Насьйоналя». У першому сезоні був дублером Рікардо Фассіо і майже не з'являвся в «основі» команди. Після переїзду останнього до міланського «Інтернаціонале» став одним з лідером клуба. 1932 року «Насьйональ», після тривалої перерви, здобув перемогу в національній лізі. Статус-кво був збережений і наступного року.
Був включений до складу національної збірної на переможному для неї кубку Америки 1935 року, проте весь час перебував на лаві запасних. На його позиції виступав гравець «Пеньяроля» Лоренцо Фернандес (чемпіон світу 1930 року).
1934 року до Уругваю приїхав гравець італійської «Болоньї» Франциско Федулло, з наміром знайти кваліфікованого центрального хавбека. Мікеле Андреоло прийняв запрошення і наступного року переїхав на Апенніни.
У складі нового клубу дебютував 29 вересня 1935 року у Флоренції. Гості здобули мінімальну перемогу над «Фіорентиною» (1:0). Того ж сезону «Болонья» обірвала п'ятирічну гегемонію в «Серії А» туринського «Ювентуса». У перші роки його гру журналісти часто порівнювали з грою іншого південноамериканця, чемпіона світу 1934 року, Луїса Монті. І здебільшого Андреоло мав більше схвальних відгуків. У складі «Болоньї», за вісім сезонів, у «Серії А» виходив на поле 165 разів і забив 24 м'ячі. Ці роки є найкращими в історії команди, чотири рази «Болонья» здобувала перемоги в чемпіонаті Італії, брала участь у кубку Мітропи.
В 30-х роках футболісти з Південної Америки, які мали італійське коріння, приймали громадянство і грали за національну збірну. Серед чемпіонів світу 1934 року було п'ятеро «оріунді»: аргентинці Аттіліо Демарія, Луїс Монті, Раймундо Орсі, Енріке Гвайта і бразилець Анфілоджино Гваризі. Цим шляхом пішов і Мікеле Андреоло. Дебютував у збірній 17 травня 1936 року. У Римі господарі зіграли внічию зі збірною Австрії (2:2). Через два роки забив свій єдиний гол за національну команду. У Мілані італійці здобули переконливу перемогу над збірною Бельгії (6:1). У тому матчі за господарів також забивали Джузеппе Меацца, П'єро Пазінаті і Сільвіо Піола (тричі).
На переможному чемпіонаті світу у Франції брав участь у всіх поєдинках. За підсумками турніру був включений до символічної збірної. Кольори збірної захищав до 1942 року. Востаннє вийшов на поле проти іспанців (перемога 4:0). Всього за сім років провів 26 матчів.
1944 року перейшов до римського «Лаціо». У повоєнні роки захищав кольори «Наполі». Завершив виступи на футбольних полях у складі команд «Серії С» — «Катанії» і «Форлі».
В 50-х роках очолював італійські команди «Марсала» і «Таранто». Потім працював з молодіжним складом клубу «Потенца».
Помер 15 травня 1981 року на 69-му році життя у місті Потенца.

## Статистика

### Клубна статистика
| Сезон               | Команда             | Чемпіонат           | Чемпіонат | Чемпіонат | Кубок | Кубок | Кубок | Кубок Мітропи | Кубок Мітропи | Кубок Мітропи | Усього | Усього |
| Сезон               | Команда             | Л                   | І         | Г         | Т     | І     | Г     | Т             | І             | Г             | І      | Г      |
| ------------------- | ------------------- | ------------------- | --------- | --------- | ----- | ----- | ----- | ------------- | ------------- | ------------- | ------ | ------ |
| 1935-36             | «Болонья»           | A                   | 30        | 4         |       |       |       |               |               |               |        |        |
| 1936-37             | «Болонья»           | A                   | 25        | 6         |       |       |       |               |               |               |        |        |
| 1937-38             | «Болонья»           | A                   | 28        | 2         |       |       |       |               |               |               |        |        |
| 1938-39             | «Болонья»           | A                   | 30        | 6         |       |       |       |               |               |               |        |        |
| 1939-40             | «Болонья»           | A                   | 22        | 2         |       |       |       |               |               |               |        |        |
| 1940-41             | «Болонья»           | A                   | 20        | 2         |       |       |       |               |               |               |        |        |
| 1942-42             | «Болонья»           | A                   | 15        | 1         |       |       |       |               |               |               |        |        |
| 1942-43             | «Болонья»           | A                   | 25        | 1         |       |       |       |               |               |               |        |        |
| Усього за «Болонью» | Усього за «Болонью» | Усього за «Болонью» | 165       | 24        |       |       |       |               |               |               |        |        |
| 1944                | «Лаціо»             |                     | 14        | 1         | —     | —     | —     | —             | —             | —             | 14     | 1      |
| 1945-46             | «Наполі»            | ЧІ                  | 32        | 5         | —     | —     | —     | —             | —             | —             | 32     | 5      |
| 1946-47             | «Наполі»            | A                   | 33        | 4         | —     | —     | —     | —             | —             | —             | 33     | 4      |
| 1947-48             | «Наполі»            | A                   | 28        | 2         | —     | —     | —     | —             | —             | —             | 28     | 2      |
| Усього за «Наполі»  | Усього за «Наполі»  | Усього за «Наполі»  | 93        | 11        |       | 0     | 0     |               | 0             | 0             | 93     | 11     |
| Усього в Італії     | Усього в Італії     | Усього в Італії     | 272       | 36        |       | ?     | ?     |               | ?             | ?             | ?      | ?      |

### Матчі за збірну
| Дата       | Місто     | Господарі      | Результат  | Гості     | Турнір                   | Голи | Примітки           |
| ---------- | --------- | -------------- | ---------- | --------- | ------------------------ | ---- | ------------------ |
| 17-5-1936  | Рим       | Італія         | 2 – 2      | Австрія   | товариський матч         | -    |                    |
| 31-5-1936  | Будапешт  | Угорщина       | 1 – 2      | Італія    | товариський матч         | -    |                    |
| 25-10-1936 | Мілан     | Італія         | 4 – 2      | Швейцарія | Кубок Центральної Європи | -    |                    |
| 15-11-1936 | Берлін    | Німеччина      | 2 – 2      | Італія    | товариський матч         | -    |                    |
| 25-4-1937  | Турин     | Італія         | 2 – 0      | Угорщина  | Кубок Центральної Європи | -    |                    |
| 23-5-1937  | Прага     | Чехословаччина | 0 – 1      | Італія    | Кубок Центральної Європи | -    |                    |
| 27-5-1937  | Осло      | Норвегія       | 1 – 3      | Італія    | товариський матч         | -    |                    |
| 31-10-1937 | Женева    | Швейцарія      | 2 – 2      | Італія    | Кубок Центральної Європи | -    |                    |
| 5-12-1937  | Париж     | Франція        | 0 – 0      | Італія    | товариський матч         | -    |                    |
| 15-5-1938  | Мілан     | Італія         | 6 – 1      | Бельгія   | товариський матч         | 1    |                    |
| 22-5-1938  | Генуя     | Італія         | 4 – 0      | Югославія | товариський матч         | -    |                    |
| 5-6-1938   | Марсель   | Норвегія       | 1 – 2 д.ч. | Італія    | ЧС 1938 - 1/8 фіналу     | -    |                    |
| 12-6-1938  | Париж     | Франція        | 1 – 3      | Італія    | ЧС 1938 - чвертьфінал    | -    |                    |
| 16-6-1938  | Марсель   | Бразилія       | 1 – 2      | Італія    | ЧС 1938 - півфінал       | -    |                    |
| 19-6-1938  | Париж     | Угорщина       | 2 – 4      | Італія    | ЧС 1938 - Фінал          | -    | 2º Titolo Mondiale |
| 20-11-1938 | Болонья   | Італія         | 2 – 0      | Швейцарія | товариський матч         | -    |                    |
| 4-12-1938  | Неаполь   | Італія         | 1 – 0      | Франція   | товариський матч         | -    |                    |
| 26-3-1939  | Флоренція | Італія         | 3 – 2      | Німеччина | товариський матч         | -    |                    |
| 13-5-1939  | Мілан     | Італія         | 2 – 2      | Англія    | товариський матч         | -    |                    |
| 4-6-1939   | Белград   | Югославія      | 1 – 2      | Італія    | товариський матч         | -    |                    |
| 8-6-1939   | Будапешт  | Угорщина       | 1 – 3      | Італія    | товариський матч         | -    |                    |
| 11-6-1939  | Бухарест  | Румунія        | 0 – 1      | Італія    | товариський матч         | -    |                    |
| 12-11-1939 | Цюрих     | Швейцарія      | 1 – 1      | Італія    | товариський матч         | -    |                    |
| 3-3-1940   | Турин     | Італія         | 1 – 1      | Швейцарія | товариський матч         | -    |                    |
| 5-4-1942   | Генуя     | Італія         | 4 – 0      | Хорватія  | товариський матч         | -    |                    |
| 19-4-1942  | Мілан     | Італія         | 4 – 0      | Іспанія   | товариський матч         | -    |                    |
| Усього     |           | Матчів         | 26         |           | Голів                    | 1    |                    |

### Статистика виступів у кубку Мітропи
| №                      | Розіграш               | Стадія                 | Дата та місце проведення | Команда 1              | Рахунок | Команда 2        | Голи та інші дії |
| ---------------------- | ---------------------- | ---------------------- | ------------------------ | ---------------------- | ------- | ---------------- | ---------------- |
| 1                      | 1936                   | 1/8                    | 21.06.1936, Болонья      | Болонья                | 2:1     | Аустрія (Відень) |                  |
| 2                      | 1936                   | 1/8                    | 28.06.1936, Відень       | Аустрія (Відень)       | 4:0     | Болонья          |                  |
| 3                      | 1937                   | 1/8                    | 13.06.1937, Болонья      | Болонья                | 1:2     | Аустрія (Відень) |                  |
| 4                      | 1937                   | 1/8                    | 25.06.1937, Відень       | Аустрія (Відень)       | 5:1     | Болонья          |                  |
| 5                      | 1939                   | 1/4                    | 18.06.1939, Бухарест     | Венус (Бухарест)       | 1:0     | Болонья          |                  |
| 6                      | 1939                   | 1/4                    | 25.06.1939, Болонья      | Болонья                | 5:0     | Венус (Бухарест) |                  |
| 7                      | 1939                   | 1/2                    | 9.07.1939, Болонья       | Болонья                | 3:1     | Ференцварош      |                  |
| 8                      | 1939                   | 1/2                    | 16.07.1939, Будапешт     | Ференцварош            | 4:1     | Болонья          |                  |
| Всього в кубку Мітропи | Всього в кубку Мітропи | Всього в кубку Мітропи | Всього в кубку Мітропи   | Всього в кубку Мітропи | 8       | Голи             | 0                |

## Титули і досягнення
- Чемпіон світу (1): 1938
- Володар Кубка Америки (1): 1935
- Чемпіон Уругваю (2): 1933, 1934
- Чемпіон Італії (4): 1936, 1937, 1939, 1941